# Vafel proizvod
Vafel proizvod je prehrambeni proizvod, srodan keksu, koji se sastoji od vafel-listova i punjenja.
Prema obliku, možemo ga svrstati na:
- cjevasti (holipe)
- ravni
- reljefni ili
- inih oblika